# Joánisz Fetfadzídisz
Joánisz Fetfadzídisz (görögül: Ιωάννης Φετφατζίδης) (Dráma, Görögország, 1990. december 21. –) görög labdarúgó, aki jelenleg az Olimbiakószban játszik középpályásként. A görög válogatott tagjaként ott volt a 2012-es Európa-bajnokságon.

## Pályafutása

### Olimbiakósz
Fetfadzídisz több ificsapatban is megfordult, 2004-ben, 12 éves korában került a figyelem középpontjába, az AÉK, a Panathinaikósz és az Olimbiakósz is szerette volna megszerezni, végül utóbbi csapat járt sikerrel. 2009. október 31-én, az Atrómitosz ellen mutatkozott be az Olimbiakósz első csapatában. November 4-én, a Standard Liège ellen a Bajnokok Ligájában is bemutatkozhatott. 2010. július 15-én, a KS Besa Kavajë elleni Európa-liga-meccsen megszerezte első nemzetközi gólját. A bajnokságban október 16-án, a Skoda Xánthi ellen volt eredményes először. 2010 szeptemberében 2015-ig meghosszabbította a szerződését. 2011. november 23-án győztes gólt szerzett az Olympique de Marseille ellen a Bajnokok Ligájában.

## Válogatott
Fetfadzídisz 2010. október 8-án, Lettország ellen mutatkozott be a görög válogatottban. Első gólját 2011. február 9-én, Kanada ellen szerezte, ezzel 1-0-s győzelemhez segítve csapatát. Június 3-án, Málta ellen duplázni tudott. Ott volt a 2012-es Európa-bajnokságon.

## Sikerei, díjai

### Klubcsapatban

#### Olimbiakósz
- Görög bajnok: 2010/11, 2011/12
- Görög kupagyőztes: 2012

## Fordítás
- Ez a szócikk részben vagy egészben  az   Ioannis Fetfatzidis című angol Wikipédia-szócikk fordításán alapul.  Az eredeti cikk szerkesztőit annak laptörténete sorolja fel. Ez a jelzés csupán a megfogalmazás eredetét és a szerzői jogokat jelzi, nem szolgál a cikkben szereplő információk forrásmegjelöléseként.

## Külső hivatkozások
- Adatlapja az Olimbiakósz honlapján